# Солис, Маурисио
Маурисио Солис Мора (исп. Mauricio Solís Mora; род. 13 декабря 1972, Эредия) — коста-риканский футболист, выступавший на позиции полузащитника.

## Клубная карьера
Солис начал свою профессиональную карьеру в футболе в клубе «Эредиано», дебютировав в его составе в 1991 году. Он играл в нём до 1996 года, выиграв чемпионат Коста-Рики в сезоне 1992/1993. Затем Солис отправился в Англию, подписав контракт с клубом «Дерби Каунти», вместе со своим одноклубником и соотечественником Пауло Ванчопе. Однако Солис задержался там недолго, возвратившись в КОНКАКАФ в 1998 году, в гватемальский «Комуникасьонес», на год. Потом Солис перешёл в клуб MLS, где он играл части сезонов 1999 и 2000, «Сан-Хосе Клэш» (позднее известный как «Сан-Хосе Эртквейкс»), забив 4 гола и сделав 1 голевую передачу в 29 матчах. После 2 лет в MLS Солис возвращается в Коста-Рику, подписав контракт с «Алахуэленсе». Он отыграл в этой команде 2 года, добившись чемпионства с ней в сезонах 2000/2001 и 2001/2002, после чего вновь отправляется в Европу, заключив контракт с греческим клубом «ОФИ». После года, проведённого в Греции, Солис вновь возвращается в Америку, играе в сезоне 2003/2004 за мексиканский «Ирапуато», будучи приглашённым туда его бывшим тренером Алешандре Гимарайнсем.

## Международная карьера
Солис дебютировал в составе сборной Коста-Рики в 1993 году в товарищеском матче с командой Саудовской Аравии.
Маурисио Солис попадал в состав сборной Коста-Рики на 2-х Чемпионатах мира. На турнире 2002 года во всех 3 матчах Коста-Рики он выходил в стартовом составе. Первые 2 матча против сборных Китая и Турции Солис отыграл полностью,в последнем с Бразилией — был на 65-й минуте заменён на форварда Роландо Фонсеку.
На Чемпионате мира 2006 Солис также во всех 3-х играх Коста-Рики выходил в стартовом составе. В первом матче Коста-Рики против сборной Германии он был заменён на 78-й минуте на полузащитника Кристиана Боланьоса, в остальных двух с командами Эквадора и Польши — Солис проводиол на поле все 90 минут.